# 斉栄顕
斉 栄顕（さい えいけん、生没年不詳）は、金朝末期からモンゴル帝国初期にかけて活躍した人物。東平地方を支配する漢人世侯の一人、厳実に仕えていた。

## 概要
斉栄顕の父の斉旺は金朝に仕えて山東西路兵馬都総管となった人物であった。斉栄顕は幼い頃から聡明であり、9歳にして父に代わり千戸となった。その後母方の従伯父の厳実とともにモンゴル帝国に帰順し、濠州攻めなどで功績を挙げた。モンゴル帝国のヒタイ（華北）方面司令官のチャガンは斉栄顕の武勇を称え、馬・鎧・銀器を与えた。
モンゴル軍が五河口に進むと大堤に行き当たり、斉栄顕は数騎を率いて偵察にでた。そこで敵軍の偵察兵に遭遇したため、斉栄顕の従者は退却を進言したものの、斉栄顕は「敵兵は我が方よりも少ない。ここで怯懦な姿勢を示せば敵は必ず勢いに乗って攻めてくるだろう」と述べ、弓で敵兵2人を射殺してから帰還したという。
五河口が陥落すると、斉栄顕は行軍万戸に昇格となって宿州に駐屯した。しかし落馬によって股に傷を負ったことから従軍ができなくなり、これ以後斉栄顕は提領本路課税・本路諸軍鎮撫兼提控経歴司など分官職を歴任した。厳実とともに入朝した際には東平路総管府参議・兼領博州防禦使の地位を授けられた。この頃、モンゴル領公に対する投下領の分配が行われていたが、斉栄顕は自らのいる博州が東平から引き離されそうになると朝廷に訴え出てこれをやめさせた。
1235年（乙未）よりクチュの南宋遠征が始まると東平地方が進軍路となり、周辺の民は2万錠の供出を認められた。民が困窮することを察した斉栄顕は断事官にかけあい、民の負担をやわらげたという。中統元年（1260年）より10年にわたって閑居した後、亡くなった。